# Фальконара-Мариттіма
Фальконара-Мариттіма (італ. Falconara Marittima) — муніципалітет в Італії, у регіоні Марке,  провінція Анкона.
Фальконара-Мариттіма розташована на відстані близько 210 км на північ від Рима, 10 км на захід від Анкони.
Населення — 26 823 особи (2014).
Щорічний фестиваль відбувається 8 травня. Покровитель — Madonna del Rosario.

## Демографія
Населення за роками:

Станом на 1 січня 2023 року в муніципалітеті офіційно проживало 2885 іноземців з 84 країн, серед них 983 громадяни країн Євросоюзу та 114 громадян України.

## Сусідні муніципалітети
- Анкона
- Камерата-Пічена
- К'яравалле
- Монтемарчіано